# Mary Abbott (pisarka)
Mary Perkins Ives Abbott, z domu Perkins (ur. 17 października 1857 w Salem, zm. 9 lutego 1904 w Miami) – amerykańska pisarka oraz golfistka, olimpijka z 1900.

## Życiorys
Po wyjściu za mąż za Charlesa Abbotta zamieszkała w Kalkucie. Tam urodziła pięcioro dzieci, w tym córkę Margaret. Po owdowieniu w 1879 powróciła do Stanów Zjednoczonych i osiedliła się w Chicago.
W 1889 opublikowała swą pierwszą powieść Alexia, a w 1890 kolejną The Beverlys: A Story of Calcutta. Obie odniosły sukces. Abbott pisała eseje do Chicago Tribune i Chicago Evening Post, a także prowadziła salon literacki. Zaprzyjaźniła się z propagatorem golfa Charlesem MacDonaldem, który zachęcił ją i jej córkę Margeret do uprawiania tej gry.
Wzięła udział w turnieju golfowym podczas igrzysk olimpijskich w 1900 w Paryżu, zajmując w nim 7.–8. miejsce (zwyciężyła w nim jej córka Margaret).